# Euphyia australata
Euphyia australata là một loài bướm đêm trong họ Geometridae.